# Apache HBase
HBase是一个开源的非关系型分布式数据库（NoSQL），它参考了谷歌的BigTable建模，实现的编程语言为 Java。它是Apache软件基金会的Hadoop项目的一部分，运行于HDFS文件系统之上，为 Hadoop 提供类似于BigTable 规模的服务。因此，它可以對稀疏文件提供極高的容錯率。
HBase在列上实现了BigTable论文提到的压缩算法、内存操作和布隆过滤器。HBase的表能够作为MapReduce任务的输入和输出，可以通过Java API （页面存档备份，存于）来存取数据，也可以通过REST、Avro或者Thrift的API来访问。
虽然最近性能有了显著的提升，HBase 还不能直接取代SQL数据库。如今，它已经应用于多个数据驱动型网站，包括 Facebook的消息平台。
在 Eric Brewer的CAP理论中，HBase属于CP类型的系统。

## 历史
Apache HBase最初是Powerset公司为了处理自然语言搜索产生的海量数据而开展的项目。不过现在它已经是Apache基金会的顶级项目，并且引起了广泛的关注。
Facebook在2010年11月选用了HBase来实现它新的消息平台。